# Gladys Maritza Ruiz de Vielman
Gladys Maritza Ruiz de Vielman est une femme politique guatémaltèque, qui fut ministre des affaires étrangères de 1994 à 1995.